# مزوکووشد
شهر مِزوکووِشد (به مجاری: Mezőkövesd) در بورشود-آبااوی-زمپلن در کشور مجارستان واقع شده‌است. جمعیت این شهر ۱۷٫۲۱۶ نفر  است.

## نگارخانه

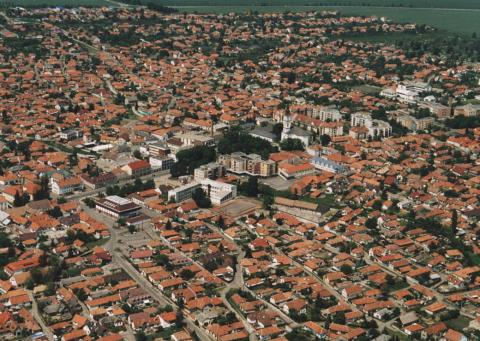
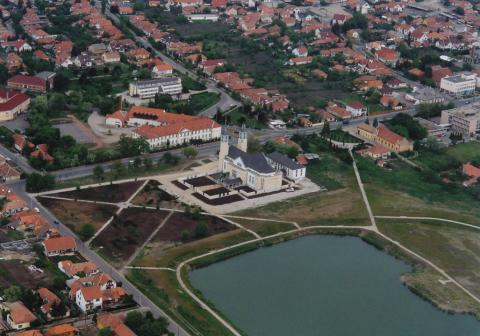
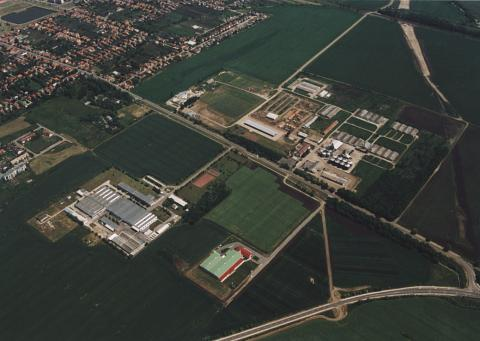

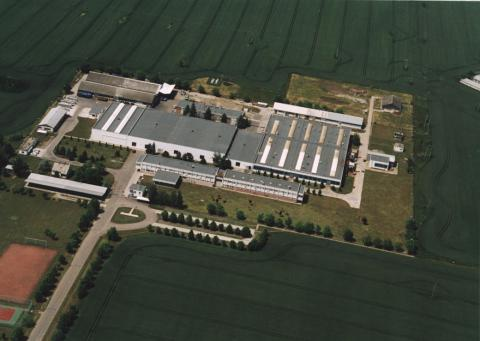